# Preston Tucker

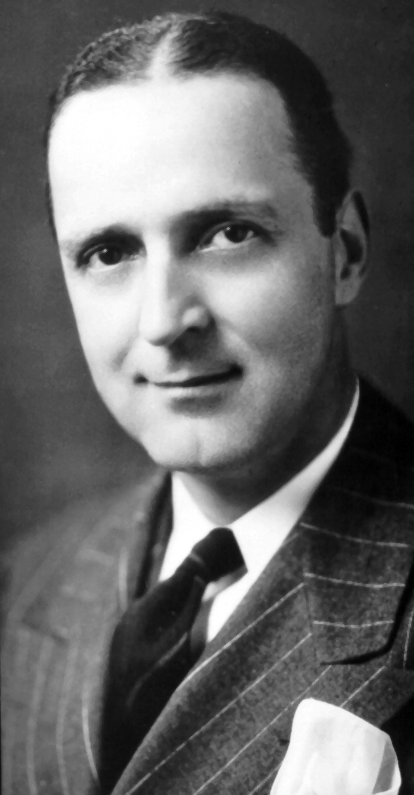
Preston Tucker

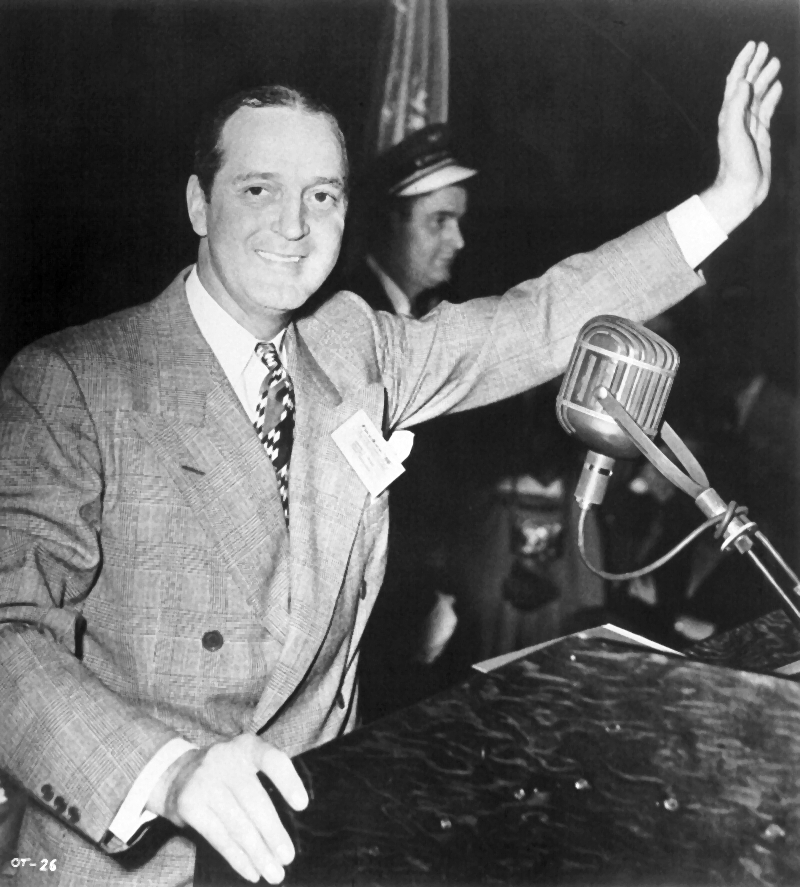
Preston Tucker

Preston Thomas Tucker (* 21. September 1903 in Capac, Michigan; † 26. Dezember 1956 in Ypsilanti, Michigan) war ein US-amerikanischer Autodesigner und -hersteller.

## Frühe Jahre
Tucker wurde auf einer Pfefferminz-Farm in der Nähe von Capac, Michigan, geboren und wuchs in der Nähe von Detroit im Vorort Lincoln Park auf. Er wurde von seiner Mutter, einer Lehrerin, aufgezogen, nachdem sein Vater an einer Blinddarmentzündung gestorben war, als Preston zwei Jahre alt war. Er lernte im Alter von elf Jahren Autofahren.
Mit 16 Jahren begann Tucker, verschiedene Automodelle zu kaufen; er reparierte sie beziehungsweise bereitete sie auf und verkaufte sie mit Gewinn. Er besuchte die Cass Technical High School in Detroit, brach aber die Ausbildung ab. Darauf begann er als „office boy“ bei Cadillac; dort lief er unter anderem auf Rollschuhen, um seine Arbeit effizienter zu gestalten.
1922 ging er, entgegen dem Wunsch seiner Mutter, zur Polizei von Michigan. Sein Ziel war, die schnellen Polizeifahrzeuge (Autos und Motorräder) fahren zu können. Seine Mutter gab den Vorgesetzten den Hinweis, dass Tucker zu jung sei (Mindestalter war 19 Jahre für den Dienst), so dass er aus dem Dienst entlassen wurde.
Tucker und Vera heirateten 1923 im Alter von 20 Jahren und übernahmen einen sechsmonatigen Pachtvertrag für eine Tankstelle in der Nähe von Lincoln Park. Seine Frau betrieb tagsüber die Tankstelle, während er bei Ford am Fließband arbeitete. Nachdem der Pachtvertrag ausgelaufen war, kündigte Tucker bei Ford und kehrte zurück in den Polizeidienst. In seinem ersten Winter wurde ihm verboten, mit Polizeifahrzeugen zu fahren, weil er mit einer Lötlampe ein Loch in das Armaturenbrett geschnitten hatte, um den Fahrzeuginnenraum mit der Hitze des Motors zu wärmen. Tucker wurde Verkäufer für allerlei Automarken.

## Rennwagen, Kampfwagen und Flugzeuge

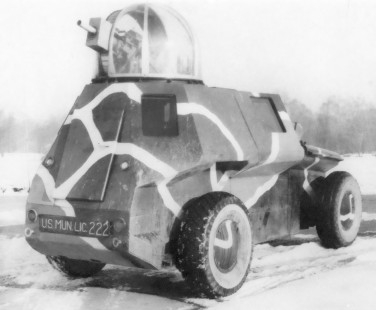
Tucker Panzerwagen

Tucker besuchte regelmäßig das Autorennen Indy 500 und lernte dort Harry Miller kennen, der von 1922 bis 1938 mit Motoren und Fahrzeugen das Rennen mehrfach gewinnen konnte. 1935 wurde „Miller and Tucker, Inc.“ gegründet.
Ab 1937 hatte Tucker angesichts der kriegerischen Entwicklungen in Europa und seiner Rennwagenerfahrung die Idee, einen sehr schnellen Schützenpanzer zu bauen, und gründete dafür die „Ypsilanti Machine and Tool Company“. In New Jersey entwickelte er für die Niederlande einen Prototyp mit einem von Miller getunten Packard V-12-Motor, den „Tucker Tiger“ oder „Tucker Combat Car“. Kriegsbedingt konnten die Niederlande ab 1940 dies nicht mehr fördern, und Tucker bot den Wagen der US-Armee an. Die hatte schon Fahrzeuge, sah aber Verwendungsmöglichkeiten für das Antriebskonzept im Geschützturm „Tucker Gun Turret“ unter anderem in Flugzeugen. Wegen der Patente für den „Tucker-Turret“ musste er später vor Gericht ziehen.
Mit der „Tucker Aviation Corporation“, seiner ersten Aktiengesellschaft, sammelte er ab 1940 Geld für die Entwicklung des Kampfflugzeugs „Tucker XP-57“ mit Miller-Motor. Damit konnte er sich nicht durchsetzen. Er verkaufte die Firma 1942 an den Werftunternehmer Higgins in Louisiana, für den er den Bau von Geschütztürmen oder Schiffsmotoren leiten sollte. Tucker ging jedoch bereits 1943 mit Plänen für den Automobilbau zurück nach Michigan.

## Tucker ’48
Das Auto namens Tucker ’48, das er Ende 1946 in Science Illustrated vorstellte und 1948 auf den Markt brachte, war sehr innovativ und zeichnete sich vor allem durch einige Sicherheitseinrichtungen (Sicherheitsglas, Sicherheitsgurte, Scheibenbremsen, gepolstertes Armaturenbrett, Kurvenlicht) aus, die bis dahin noch nie zusammen in einem Automobil verbaut worden waren und erst in den folgenden Jahrzehnten Standard wurden. Auf Grund der Fahrzeugform wurde er in der Werbung Tucker Torpedo genannt. Eine aufwändige Motorentwicklung scheiterte, und Tucker kaufte eine Flugmotorenfirma auf. Der Heckmotor war ein leichter, aber starker 5,5-Liter-Sechszylinder-Viertakt-Boxermotor aus Leichtmetall und mit Saugrohreinspritzung, der nach dem Zweiten Weltkrieg den Helikopter Bell 47 antreiben sollte.

## Gerichtsverfahren und der Niedergang der Tucker Corporation
Aufgrund von Auffälligkeiten in seinem Geschäftsgebaren wurde Tucker auf Betreiben der United States Securities and Exchange Commission (SEC) wegen aktienrechtlicher Verstöße und Untreue angeklagt. Er wurde zwar freigesprochen, schaffte es aber nicht, die Produktion seines Traumwagens aufrechtzuerhalten. Es wurden nur 51 Fahrzeuge produziert, was sie später zu begehrten Sammlerobjekten machten. 47 der Fahrzeuge sollen noch existieren, sie sind sehr selten zu sehen.
Es wird vermutet, dass sich die drei großen Marken General Motors, Ford und Chrysler durch Tuckers Innovationen bedroht sahen und mit aller Macht ein Mittel suchten, den kleinen, unliebsamen Konkurrenten aus dem Weg zu räumen.

## Späteres Leben und Tod

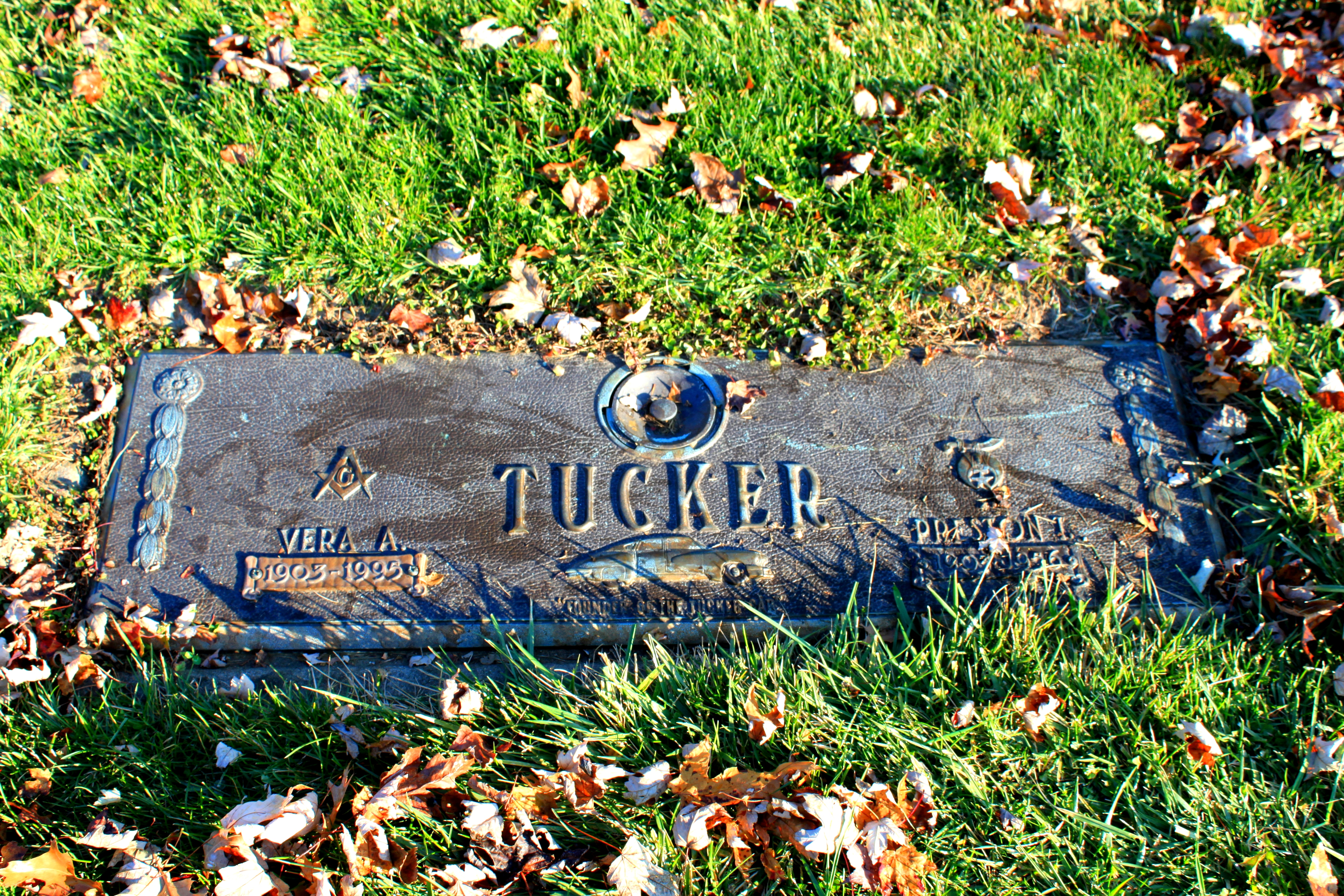
Tuckers Grab in Flat Rock, Michigan

Nach dem Scheitern seiner Pläne zog Tucker zunächst nach Brasilien, wo er erneut versuchte, ein innovatives Automobil zu bauen. Dort litt er unter Erschöpfung, und nach seiner Rückkehr in die USA wurde bei ihm, er war starker Raucher, Lungenkrebs diagnostiziert. Er verstarb 1956 an einer Lungenentzündung als Komplikation seines Lungenkrebses in Ypsilanti. Tucker ruht auf dem Michigan Memorial Park in Flat Rock, Michigan.

## Film
- 1988 wurde seine Geschichte unter dem Titel Tucker – Ein Mann und sein Traum (Tucker: The Man and His Dream) von Francis Ford Coppola verfilmt. Die Titelrolle spielte Jeff Bridges. In dem Film sind viele Tucker-Automobile zu sehen.